# Промышленность Белгорода
Промышленность Белгорода включает в себя предприятия энергетического машиностроения, металлообработки и радиоэлектроники, представляет собой значительную долю экономики Белгорода.

## История
В XIX веке основная промышленность — добыча мела, шерстомойни, переработка воска. Очень славились белгородские свечи. До середины XIX века Белгород был одним из главных центров торговли салом и напитками, содержащими алкоголь (так называемая «горилка»).
Согласно ЭСБЕ в конце XIX века в городе был 41 завод:
- салотопенных — 7,
- мыловаренных — 3,
- кожевенных — 7,
- восково-свечных — 2,
- сально-свечных — 2,
- кирпичных — 6,
- кафельных — 4,
- известковых — 4,
- гончарных — 6.

В 2011 году объём отгруженных товаров собственного производства, выполненных работ и услуг собственными силами по обрабатывающим производствам составил 54,1 млрд рублей.
Индустрия города представлена предприятиями химической, фармацевтической, деревообрабатывающей, легкой, пищевой промышленности, машиностроения и производства строительных материалов. Продукция более 50 белгородских предприятий востребована за рубежом.
В Белгороде действует промышленный парк «Северный» (находится в северной части города) площадью более 24 га. Промышленный парк является совместным проектом правительства области и Министерства экономического развития Российской Федерации. В парке действует девять резидентов.
В городе функционирует более 250 крупных и средних предприятий, а общее количество всех предприятий около 13000.

## Машиностроение и металлообработка
Наиболее крупными промышленными предприятия машиностроения и металлообработки являются ЗАО «Белгородский завод горного машиностроения» — современное машиностроительное предприятие, занимающегося производством бурового инструмента, карьерной техники на базе шасси БелАЗ, запчастей к автомобилям Коmatsu HD-1200 и БелАЗ, сельскохозяйственной техники; ЗАО «Энергомаш» — многопрофильное предприятие, один из основных российских производителей энергетического оборудования — производит стальные строительные конструкции, в том числе для мостов, опор ЛЭП и дымовых труб;
- ОАО «Белгородский завод „Ритм“» — производство ювелирного инструмента и высококачественной технологической оснастки; ОАО «Белгородский механический завод» — изготовление строительных металлоконструкций, деревообрабатывающих станков;
- ООО НПФ «ЭкоТОН» — изготовления оборудования для водоочистки;
- ОАО «Электромеханический завод» — производство высоковольтного оборудования с элегазовой изоляцией на классы напряжения 110—750 кВ[4][5][6].
- ООО «Фригопоинт». Производство промышленного холодильного и вентиляционного оборудования, код по ОКВЭД 28.25.

## Строительные материалы
Промышленность строительных материалов города представлена ОАО «Белгородский абразивный завод» — крупнейший в постсоветском пространстве производитель шлифовальной водостойкой шкурки и изделий из неё; ОАО «Белгородасбестоцемент» — одно из крупнейших российских предприятий по выпуску асбестоцементных изделий; ОАО «Белгородский цемент» — крупнейший российский производитель высокомарочных цементов; ООО «Корпорация ЖБК-1» — производство железобетонных конструкций и весь комплекс проектных, монтажных и строительных работ; ООО «Белгородская слюдяная фабрика» — переработка натуральной слюды, изготовление электроизоляционных материалов, слюдопластовых электронагревателей, производство электроинструментов, электробытовых товаров; ООО «ОНП-керамзит» — производство керамзита.

## Пищевая
Пищевая промышленность города характеризуется предприятиями ОАО «Конпрок» Белгородский консервно-промышленный комплекс — изготовление плодовой, овощной, мясорастительной консервации; ОАО «Белгородский хладокомбинат» — изготовление мороженого (бренд «Бодрая корова»); ЗАО «Хлебокомбинат Золотой колос» — изготовление хлебобулочных изделий; ОАО «Белгородский молочный комбинат» — производство молочных продуктов; ОАО «Белмолпродукты» — производство сгущенного молока, и овощной консервации; ОАО «Белвино» — ликёроводочный завод, старейший в Белгородской области..

## Лёгкая
Легкая промышленность представлена ОАО Белгородская швейная фабрика «Россиянка» — производство одежды из хлопчатобумажных, шелковых, шерстяных тканей и трикотажных полотен, постельного белья, рабочей одежды.

## Ювелирное производство
На территории Белгорода работает единственный в Черноземье ювелирный завод. О планах по строительству в городе собственного ювелирного завода было объявлено в 2015 году в рамках проекта «Создание производственного комплекса по изготовлению ювелирных изделий» при поддержке Департамента экономического развития Белгородской области.Торжественный запуск крупнейшего и единственного в Черноземье ювелирного производства состоялся 22 марта 2017 года. Первоначально Белгородский ювелирный завод работал под брендом «АРТ-Карат». В 2020 году был произведен ребрендинг компании, новым наименованием для производства и сети ювелирных магазинов стал бренд Svetlov.
Белгородский ювелирный завод осуществляет полный цикл производства и продажи ювелирных украшений: создание дизайна украшений, производство ювелирных украшений, контроль качества, реализация товара через собственные фирменные магазины, через партнеров по Российской Федерации и ближнему Зарубежью.
В 2020 году год завод произвёл 1 977 кг готовой продукции. Выручка от продаж компании по итогам 2020 года составила 1,1 млрд руб. При этом в 2020 году компанией получено 109,4 млн руб. чистой прибыли.